# Chrysilla lauta
Chrysilla lauta är en spindelart som beskrevs av Tord Tamerlan Teodor Thorell 1887. Chrysilla lauta ingår i släktet Chrysilla och familjen hoppspindlar. Inga underarter finns listade i Catalogue of Life.